# Software Development Kit
Software Development Kit (SDK) är en uppsättning utvecklingsverktyg som gör det möjligt för mjukvaruutvecklare att bygga applikationer mot ett specifikt programpaket, mjukvaruramverk, hårdvaruplattform, spelkonsol, operativsystem eller liknande.
Vanligtvis släpper en programtillverkare ett SDK till en programsvit eller uppsättning verktyg utan kostnad för att främja utveckling av applikationer mot dessa. Det kan även vara så enkelt som ett API för att enkelt kommunicera med en färdig systemlösning.

## Exempel

### SDK
- DirectX SDK från Microsoft
- Java Development Kit från Sun
- Source SDK från Valve Corporation
- Net Yaroze Sony Computer Entertainment

### API
- Google Maps API